# أحمد عبد الرزاق الغديان
أحمد بن عبد الرزاق بن عبد الرحمن الغديان هو عضو في مجلس الشورى السعودي منذ 3 ربيع الأول، 1438هـ. يعمل أستاذ مشارك في جامعة الملك سعود، كلية العلوم الإدارية، قسم القانون. وهو عضو في مركز التحكيم الدولي في لندن (بالإنجليزية: The Chartered Institute of Arbitrators)‏ وعضو مركز التحكيم التجاري لدول مجلس التعاون الخليجي.

## الحياة التعليمية
- 1990-1993: درجة الدكتوراه من جامعة أدينبرة، كلية القانون (اسكتلندا، بريطانيا).
- 1988-1989: درجة الماجستير من جامعة ساوث أمبتون، كلية القانون (بريطانيا).
- 1981-1985: درجة البكالوريوس مع مرتبة الشرف من جامعة الملك سعود، كلية العلوم الإدارية، قسم القانون.

## الحياة المهنية
- عضو مجلس الشورى اعتباراً من 3/3/1438هـ.
- 1993-الوقت الحالي أستاذ مشارك في جامعة الملك سعود، كلية العلوم الإدارية، قسم القانون.
- 1994-1995 متعاون في الشئون القانونية مع الهيئة السعودية للمحاسبين القانونيين.
- 1995-1998 مستشار قانوني للجنة الوطنية لغرفة التجارة الدولية.
- 1995-2000 متعاون مع المعهد المصرفي (مؤسسة النقد العربي السعودي) لتدريب موظفي البنوك التجارية في مجال الجوانب القانونية للأعمال المصرفية والائتمان المصرفي.
- 1996-2000 مستشار قانوني غير متفرغ للإدارة القانونية في وزارة الشئون البلدية والقروية.
- 2000-2001 مستشار قانوني غير متفرغ لدى الهيئة العليا للسياحة.
- 2004-2005 مستشار قانوني غير متفرغ لدى وزارة الدفاع والطيران.
- 2011 – 2015 عضو مجلس حقوق الإنسان.

## الندوات والمؤتمرات
- 1997 مشارك في مؤتمر Middle Eastern Studies Association of North America (MESA Conference Nov. 1997) San Francisco, California, United States عنوان الورقة المقدمة "The Judicial Bodies in Saudi Arabia".
- 1997 مشارك في مؤتمر The 1997 International Conference on Middle Eastern Studies، (Brismes)، Re-Thinking Islam، (Oxford، United Kingdom) عنوان الورقة المقدمة "The Saudi Arabian Judicial System".
- 1997 إلقاء محاضرات عن غسيل الأموال لمديري إدارات المخدرات.
- 1995 إلقاء محاضرات عن المخاطر والتأمين على عقود مقاولات إنشاء المباني (سعودي بروجكتز) بالتعاون مع د. نيل بوني نائب رئيس مركز التحكيم الدولي في لندن (The Chartered Institute of Arbitrators).
- 1995 إلقاء محاضرات عن التحكيم في المنازعات المحلية والدولية (سعودي بروجكتز) بالتعاون مع د. نيل بوني نائب رئيس مركز التحكيم الدولي في لندن (The Chartered Institute of Arbitrators).

## المؤلفات والبحوث
- كتابة مادة علمية عن الجوانب القانونية للائتمان للتدريس في المعهد المصرفي التابع لمؤسسة النقد.
- أنظمة وقواعد الائتمان المصرفي في المملكة العربية السعودية، (مطابع جامعة الملك سعود، الرياض، 1423). جزء من السلسلة التي صدرت من وزارة التعليم العالي والجامعات السعودية بمناسبة مرور عشرين عام على تولي خادم الحرمين الشريفين الملك فهد بن عبد العزيز مقاليد الحكم.
- أنظمة الدفع عن طريق الإنترنت من وجهة نظر قانونية، مركز البحوث كلية العلوم الادارية.
- “Digital Signatures and the Liabilities Arising Out of Their Certification” Journal of Law, Kuwait University (No.2-Vol.28 June 2004).
- “Insurance: The Islamic Prospective and its Development in Saudi Arabia”. Arab Law Quarterly, (1999).
- The Changing Phases of Arbitration in Saudi Arabia. The Journal of the Chartered Institute of Arbitrators (1997) 63, JCI Arb.2.
- The Judiciary in Saudi Arabia. Arab Law Quarterly, (1998).

## وصلات خارجية
- صفحة أحمد بن عبد الرزاق بن عبد الرحمن الغديان على موقع مجلس الشورى السعودي الرسمي.